# Corniche (Luxemburg)

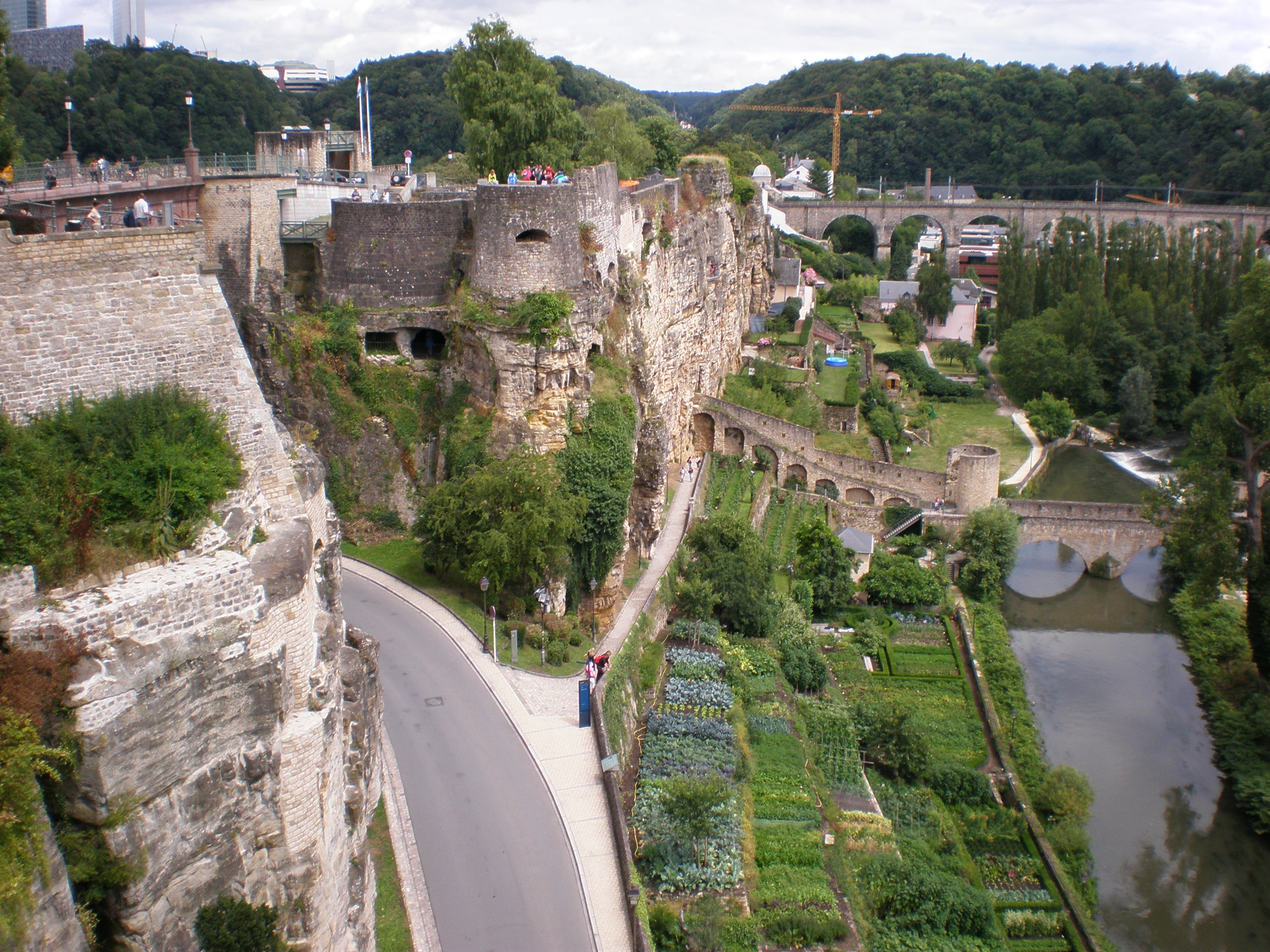
Auf den Mauern der alten Festung verläuft die Corniche.

Die Corniche in Luxemburg verläuft auf den von Spaniern und Franzosen im 17. Jahrhundert errichteten Wällen entlang des Alzette-Tales.
Der Weg zieht sich vom Bockfelsen bis zum unteren Teil der Heiliggeist-Zitadelle. Bis 1870 war die Corniche an steil abfallenden Stellen mit Treppen versehen. Erst nach der Schleifung der Festung wurden diese eingeebnet. Auch ein Großteil der mit Schießscharten versehenen Schutzmauern musste weichen und gab somit den Ausblick frei auf das Tal der Alzette, den Stadtteil Grund und das Rham-Plateau.
Heute dient diese als Touristen-Destination wegen der Aussichtspunkte in Balkonform.